# Joan Hickson
Joan Bogle Hickson (Kingsthorpe, 5 augustus 1906 – Colchester (Essex), 17 oktober 1998) was een Engels theater-, film- en televisieactrice vooral bekend door haar vertolking van Agatha Christie's Miss Marple in de televisieserie The Miss Marple Mysteries (1984-1992).

## Biografie

### Eerste jaren
Hickson maakte haar toneeldebuut in 1927. Ze speelde veel komische rollen maar speelde ook in toneelstukken van Agatha Christie, Apointment with Death (1940) en Why Didn't They Ask Evans? (1980). 
In 1934 verscheen ze voor het eerst op het witte doek in de film Widow's Might. Ook haar filmoptredens waren vaak in komedies zoals in de films As Long as They're Happy (1955), Doctor at Sea (1955), An Alligator Named Daisy (1955) en Law and Disorder (1958).

### Miss Marple
In 1961 was Hickson te zien als huishoudster Mrs. Kidder in de film Murder, She Said gebaseerd op het boek 4.50 From Paddington van Agatha Christie. De rol van Miss Marple werd in deze film gespeeld door Margaret Rutherford. Vanaf 1984 tot 1992 ging Hickson echter zelf de rol van de pientere, nieuwsgierige oude dame, Miss Jane Marple uit het fictieve St Mary Mead, spelen in de televisieverfilmingen van twaalf Miss Marple romans, The Miss Marple Mysteries.
Seizoen 1
- The Body in the Library (1984)
- The Moving Finger (1985)
- A Murder Is Announced (1985)
- A Pocket Full of Rye (1985)

Seizoen 2
- The Murder at the Vicarage (1986) – BAFTA nominatie
- Sleeping Murder (1987)
- At Bertram's Hotel (1987)
- Nemesis (1987) – BAFTA nominatie

Seizoen 3
- 4.50 from Paddington (1987)
- A Caribbean Mystery (1989)
- They Do It With Mirrors (1991)
- The Mirror Crack'd from Side to Side (1992)

## Prijzen
In 1987 werd Hickson onderscheiden met een benoeming tot Officier in de Orde van het Britse Rijk. In 1986 en 1987 werd ze genomineerd voor de BAFTA voor beste televisieactrice.

## Privé
Hickson was getrouwd met Eric Butler die in 1967 overleed. Zelf overleed ze in 1998, op 92-jarige leeftijd. Ze hadden samen twee kinderen.
- Biblioteca Nacional de España: XX970462
- Bibliothèque nationale de France: cb14014973k (data)
- Gemeinsame Normdatei: 12935516X
- International Standard Name Identifier: 0000 0001 2117 4681
- Library of Congress Control Number: no97030843
- MusicBrainz: fbf5ea70-e158-4b69-82a2-987cb18bd9d0
- Nationale Bibliotheek van Tsjechië: xx0264355
- Nationale bibliotheek van Australië: 59518046
- Nationale Bibliotheek van Israël: 987007431821605171
- Nederlandse Thesaurus van Auteursnamen: 069515190
- Réseau des bibliothèques de Suisse occidentale: 02-A011605225
- Istituto Centrale per il Catalogo Unico: RAVV665271
- SNAC: w67p935s
- Système universitaire de documentation: 120383004
- Virtual International Authority File: 208792
- WorldCat: E39PBJycTvtBB6hqk8RFRcjBfq